# Honington, Lincolnshire
Honington är en ort och civil parish i Storbritannien.   Den ligger i grevskapet Lincolnshire och riksdelen England, i den sydöstra delen av landet, 170 km norr om huvudstaden London. Honington ligger 61 meter över havet och antalet invånare är 133.
Terrängen runt Honington är platt. Runt Honington är det ganska tätbefolkat, med 139 invånare per kvadratkilometer. Närmaste större samhälle är Grantham, 8,0 km söder om Honington. Trakten runt Honington består till största delen av jordbruksmark.